# Осада Новгорода-Северского (1153)
Осада Новгорода-Северского Изяславом Мстиславичем — один из важнейших эпизодов междоусобной войны между Изяславом Мстиславичем киевским и его дядей Юрием Долгоруким и их союзниками, поражение одного из двух важнейших союзников Юрия на юге, Святослава Ольговича новгород-северского.

## Ход событий
В результате решающего поражения в борьбе за киевский престол Юрий лишился Переяславля, а затем и своего последнего владения на юге — Городца, затем неудачно осаждал Чернигов.
Изяслав перешёл в наступление, отпустив часть киевской дружины домой со своим соправителем Вячеславом Владимировичем. Мстислав Изяславич был отправлен в ответный поход на половцев, участвовавших в осаде Чернигова на стороне Юрия.
Союзники осадили Новгород-Северский, взяли острог и приняли предложение мира от Святослава Ольговича. Его право на Новгород-Северское княжество признавалось, но он обязывался разорвать союз с Юрием. В результате на юге у Юрия остался последний союзник, на которого обратил свои усилия Изяслав вскоре после осады Новгорода-Северского.